# Brattberget
Brattberget är ett område i södra delen av Arboga. Strömsnäs ligger på Brattberget.
Brattberget kan delas in i två delar; gamla och nya Brattberget. Det gamla byggdes på 1950-talet och det nya på 1970- och 1990-talet.
Där finns såväl hyreshus som villor och radhus. Området ligger ca 100 meter över havet och är omgivet av skog och strövområden.
På Brattberget finns förskola, skola och livsmedelsbutik.